# ウェンデル・スタンリー
ウェンデル・メレディス・スタンリー（Wendell Meredith Stanley, 1904年8月16日 – 1971年6月15日）はアメリカ合衆国の生化学者、ウイルス学者。初めてウイルスを分離・結晶化したことで知られ、1946年のノーベル化学賞受賞者。

## 経歴
インディアナ州リッジヴィル出身。アーラム・カレッジで学士号を取得し、1927年にはイリノイ大学で修士号を得る。1929年には化学分野で博士号を取得した。この年に彼は結婚している。その後1931年まで米国学術研究会議の一員としてミュンヘンで過ごした。帰国後ロックフェラー研究所の助手となり、1948年までその地位にあった。後にカリフォルニア大学バークレー校で生化学の教授となり、1958年には生化学部の部長となった。彼の業績にはビフェニルの立体化学やステロールの化学があげられるが、最も重要なものとして、タバコモザイクウイルスの単離、結晶化が挙げられる。この結果により、ウイルスはたんぱく質と核酸のみからできているということが判明した。数グラムのタバコモザイクウイルスを得るために要したタバコの葉は数トンであったといわれる。
ノーベル賞以外にも多くの賞を受け、パリ大学やハーバード大学、プリンストン大学あるいはイェール大学から名誉職に任ぜられた。カリフォルニア大学バークレー校には彼の名にちなんだスタンリーホールがある。スペインのサラマンカで客死した。

## 受賞歴
- 1936年 - ニューカム・クリーブランド賞
- 1946年 - ウィリアム・H・ニコルズ賞、ノーベル化学賞
- 1947年 - ウィラード・ギブズ賞
- 1948年 - フランクリン・メダル